# Kovács Edit (vívó)
Kovács Edit (Veszprém, 1954. június 9. –) háromszoros olimpiai bronzérmes, világbajnok magyar tőrvívó.

## Pályafutása
Az 1976-os montréali, az 1980-as moszkvai és az 1988-as szöuli olimpián bronzérmes női tőrcsapatnak is tagja volt. 1987-ben a lausanne-i világbajnokságon győztes magyar női tőrcsapat tagja volt. Kilencszeres magyar bajnok.